# NGC 6485
NGC 6485 (другие обозначения — UGC 11014, MCG 5-42-4, ZWG 171.9, IRAS17500+3128, PGC 61013) — галактика в созвездии Геркулес.
Этот объект входит в число перечисленных в оригинальной редакции «Нового общего каталога».